# Florence Owens Thompson
Florence Michel Owens Thompson (Territorio Indio Cheroqui, Estados Unidos; 1 de septiembre de 1903-Scotts Valley, California; 16 de septiembre de 1983) es la protagonista de una fotografía icónica de la Gran Depresión conocida como la Madre migrante. La imagen, tomada por Dorothea Lange en 1936, se encuentra en la Biblioteca del Congreso de Estados Unidos bajo el título Desposeídos cosechadores en California. Madre de siete hijos. Treinta y dos años. Nipomo, California.

## Momento de la fotografía
En medio de la Gran Depresión, la mayor crisis económica del siglo XX, en marzo de 1936, después de cosechar remolacha en el Valle de Imperial, California, Florence y su familia viajaban por la autopista 101 hacia Watsonville con la esperanza de encontrar más trabajo. En el camino, el automóvil se averió y se apartaron hasta detenerse en un campo en Nipomo. Mientras que Jim Hill, su marido, y dos hijos de Florence se llevaron el radiador a la ciudad para su reparación, Florence y los niños establecieron un campamento provisional para esperar su regreso. Dorothea Lange, fotógrafa que trabajaba para la Farm Security Administration (Administración de Seguridad Agraria), llegó y comenzó a tomar fotos de Florence y su familia. En diez minutos tomó siete imágenes.

La vi y me acerqué a la madre hambrienta y desesperada, como atraída por un imán, no recuerdo cómo le expliqué mi presencia o de mi cámara, pero sí recuerdo que no me hizo ninguna pregunta, hice cinco exposiciones, fotografiando cada vez más cerca de ella, no le pregunté su nombre ni su historia, ella me dijo su edad, que tenía treinta y dos, que habían estado viviendo en los campos de verduras de los alrededores, que acababa de vender los neumáticos de su coche para comprar alimentos, estaba sentada en esa tienda con sus hijos acurrucados a su alrededor, parecía saber que mis fotos podrían ayudarla, y ella me ayudó. Había una especie de igualdad al respecto.

Según el hijo de Florence, Troy Owens, esta versión contiene detalles incorrectos.

## Publicación
Florence afirmó que Dorothea Lange prometió que las fotos nunca serían publicadas, pero Dorothea Lange las envió al diario San Francisco Call, así como a la Administración de Reasentamiento en Washington D. C. Las noticias sobre las imágenes corrieron casi de inmediato, con la afirmación de que entre 2500 y 3500 trabajadores migrantes morían de hambre en Nipomo, California. A los pocos días los campos en Nipomo recibieron cerca de diez toneladas de alimentos por parte del gobierno federal. Sin embargo, Florence y su familia se habían trasladado en el momento en que la comida llegó, ya que trabajaban cerca de Watsonville.
Mientras que la identidad de Florence no se conoció hasta más de cuarenta años después de que las fotos fueran tomadas, las imágenes se hicieron famosas. La sexta imagen sobre todo, que más tarde se conoció como la "Madre migrante", ha logrado una condición mítica, simbólica, que define toda una época en la historia de Estados Unidos. Roy Stryker llamó "Madre emigrante" a la última foto de la Depresión. Lange nunca ha superado esta foto. 

Para mí, era la imagen. Las otras fueron maravillosas, pero esta era especial... Ella es inmortal.

 En conjunto, las fotografías tomadas por la Administración de Reasentamiento han sido ampliamente consideradas como el epítome de la fotografía documental. Edward Steichen las describió como los documentos más notables jamás prestados en las imágenes. Más tarde, sin embargo, la fotógrafa fue criticada por tomar notas inexactas.
Hasta finales de la década de 1970 no fue revelada la identidad de Florence, concretamente hasta 1978. Un reportero llamado Emmett Corrigan localizó a Thompson en su casa móvil en el Espacio 24 de la aldea Modesto Mobile y la reconoció por la antigua fotografía tomada hace 42 años en ese momento. Una carta que escribió Thompson fue publicada en The Modesto Bee y Associated Press publicó una historia sobre el tema titulada "Mujer pelea contra famosa fotografía publicada". Florence fue citada diciendo:

Me gustaría que Lange no hubiera tomado la fotografía. No he ganado ni un centavo con ella. Lange nunca me preguntó ni siquiera mi nombre y dijo que no vendería las fotos. Además añadió que me enviaría una copia pero nunca lo hizo.

La hija de Katherine Thompson, a la izquierda de la foto, dijo en una entrevista en diciembre de 2008, que «la fama de la foto hizo que la familia sienta vergüenza de su pobreza». Lange obtuvo financiación del gobierno federal cuando se tomó la fotografía, por lo que la imagen era de dominio público y Lange no debía recibir directamente las regalías. Sin embargo, en última instancia, fue la imagen la que convirtió a Lange en una celebridad, y le hizo ganar el respeto de sus colegas.

## Como reflejo de las víctimas de la Gran Depresión
Como una de las imágenes más poderosas de la época de la Gran Depresión, la Madre migrante refleja las víctimas que sufrieron la mayor cantidad en los Estados Unidos durante la década de 1930.

### Mujeres
Como si se tratara de un personaje de John Steinbeck en Las uvas de la ira, Thompson representa la columna vertebral de la unidad familiar como ella apoya (literalmente) a sus tres hijos en la foto. Emily Hahn, escritor de The New Republic, abordó las cuestiones y las dificultades de las mujeres durante la Gran Depresión en 1933 en su artículo "Las mujeres sin trabajo". Entrevistó a varias mujeres en las agencias de desempleo, que descubrieron que no tenían miedo o vergüenza de hacer algo por el bien de sus familias el bienestar. Hahn escribió que intentarían todo lo demás primero y "admitir el fracaso [fue] ... la mayor vergüenza de todos". Muchas mujeres que tenían familias que mantener hicieron todo para sobrevivir y no tuvieron miedo de tomar cualquier tipo de desafío. Thompson trabajó en una cocina de "un penique por plato" por cincuenta centavos al día y llevaba las sobras para alimentar a sus hijos. En una entrevista con CNN, la hija de Thompson, Katherine McIntosh, recuerda cómo su madre era una "mujer muy fuerte". En ese sentido, los profesores e historiadores Carnes Mark C. y John A. Garraty argumentar que las mujeres sufrieron menos psicológicamente en la Gran Depresión. Esto es comprensible ya que no tenían tiempo para preocuparse por ellas mismas y sus penas, ya que estaban demasiado ocupadas manteniendo la unidad de la familia. En promedio, el 69 por ciento de las madres solteras dependían de sus propios ingresos para la supervivencia de sus hijos. Desesperadas por cualquier tipo de trabajo, a menudo iban hasta la frontera para trabajar como lavadoras de ropa y cuidadoras de bebés para otras familias. En muchos casos, las madres solteras perdían a sus hijos a manos de las instituciones porque no podían mantenerlos. "Ella era la columna vertebral de nuestra familia", dijo McIntosh. "Nunca tuvimos mucho, pero ella siempre se aseguraba de que había algo. Ella a veces no comía, pero se aseguró de que los niños siempre comieran. Eso es una cosa que logró".

### Niños
Como se muestra en la Madre migrante, la Gran Depresión fue una dura experiencia para los niños. McIntosh dijo a la CNN que sus recuerdos de juventud están llenos de alrededor de un 50% de buenos recuerdos y el 50% restante de los tiempos difíciles. 
La desnutrición fue un factor importante para las niñas y los niños de la Depresión. Más del 20% de los niños estadounidenses sufrieron la falta de ropa. Los investigadores encontraron que algunos tenían tanta hambre que masticaban sus propias manos. Dado que los alimentos eran escasos e inaccesibles, sufrían de estómagos hinchados y enfermedades como la neumonía, la anquilostomiasis, la fiebre tifoidea, etcétera. Según el informe de 1937 elaborado por la Oficina de la Infancia, muchos se vieron "yendo de día a la vez sin quitarse la ropa para dormir por la noche, llegando a aparecer sucios, despeinados y presentando una gran cantidad de parásitos". De 1930 a 1938, la tasa de mortalidad infantil aumentó en más del 20%.
La educación de los niños se convirtió en otro factor que se vio afectado, ya que muchos no podían ir a la escuela debido a la falta de ropa para ponerse. 
La primera dama Eleanor Roosevelt recibió miles de cartas de niños y niñas de todos los Estados Unidos, explicando sus historias y sus peticiones de ropa, trabajo, dinero y comida. En un caso, una niña de 13 años de Gravette, en Arkansas, escribió a la primera dama diciendo que: "No puedo ir a la escuela porque no tengo libros o ropa que ponerme". Al igual que los niños de la fotografía, muchos trabajaban en los campos de frutas y verduras californianos para ayudar a alimentar la unidad familiar. McIntosh recuerda que "era casi imposible acceder a una educación. Los niños trabajaban en los campos con sus padres. Tan pronto como me instalase en una escuela, ya era hora de levantarme y marcharme de nuevo".

## El redescubrimiento de laMadre emigrante
Mientras que la imagen estaba siendo preparada para su presentación en 1941, el negativo de la famosa fotografía fue retocado para eliminar el pulgar de Florence, en la esquina inferior derecha de la imagen. 
A finales de 1960, Bill Hendrie encontró la fotografía original de la Madre migrante y otras 31 fotografías más de la época, realizadas por Dorothea Lange, en un contenedor de basura en la Cámara de Comercio de San José, California. 
Después de la muerte de Hendrie y su esposa, su hija, Marian Tankersley, redescubrió las fotos mientras vaciaba el hogar de sus padres en San José. En 1998, la imagen retocada de la Madre migrante fue seleccionada para aparecer en un sello postal de 32 centavos de dólar del Servicio Postal de los Estados Unidos, para celebrar el centenario de la serie. La impresión de sellos fue inusual, ya que sus hijas Katherine McIntosh (a la izquierda en el sello) y Norma Rydlewski (en brazos de Thompson en la estampilla) estaban vivas en el momento de la impresión y "es muy raro que el Servicio Postal imprima sellos de personas que no han estado muertas por lo menos 10 años". En el mismo mes en el que fue emitida la citada estampilla estadounidense, una copia de la fotografía con las notas manuscritas y la firma de la fotógrafa Lange se vendió en 1998 por 244 500 dólares en Sotheby's, en Nueva York. En noviembre de 2002, la impresión personal de la Madre migrante de Dorothea Lange se vendió en la casa de subastas Christie's de Nueva York por 141 500 dólares. En octubre de 2005, un comprador anónimo pagó 296 000 dólares a Sotheby's por las fotos antiguas e intactas de Lange, casi seis veces el valor preestimado.

## Muerte y consecuencias
Thompson fue hospitalizada y su familia solicitó ayuda financiera a finales de agosto de 1983. En septiembre, la familia había reunido $ 25 000 dólares en donaciones para pagar su atención médica. Florence murió de «problemas de cáncer y del corazón» en Scotts Valley, California, el 16 de septiembre de 1983. Fue enterrada junto a su marido George en el cementerio Lakewood Memorial Park, en Hughson, California, y en su tumba se lee: «Florence LEONA THOMPSON Migrant Mother - Una leyenda de la fortaleza de la Maternidad de América». Su hija Katherine McIntosh dijo a CNN que la fama de la foto había provocado que la familia se sienta avergonzada. Su hijo Troy Owens dijo que las más de 2000 cartas recibidas, junto con las donaciones para el fondo médico de su madre, llevó a una reevaluación de la foto: «Para mamá y para nosotros, la imagen siempre había sido una especie de maldición. Pero después de la llegada de todas esas cartas, creo que nos dio un sentido de orgullo».

## Las otras seis fotografías
Aquel día, Dorothea Lange en realidad tomó siete fotografías, siendo la última la famosa Madre emigrante. Estas son cinco de las seis imágenes restantes de la secuencia.
1. En la foto (de izquierda a derecha): Viola (Pete) en el eje del balancín, de 14 años; de pie dentro de la carpa, Ruby, de 5 años; Katherine, de 4 años, sentada en la caja; Florence, de 32 años, y su bebé Norma, de 1 año de edad.

1. Ruby se ha movido dentro de la tienda, lejos de Lange, con la esperanza de que la foto no se pueda tomar. Katherine se encuentra junto a su madre. Florence habla con Ruby, que se esconde detrás de ella, ya que Lange tomó la fotografía.
2. Florence amamanta a Norma. Katherine ha regresado con su madre, y Lange se acercó para tomar esta foto. Ruby aún está escondida detrás de su madre.
3. De izquierda a derecha Florence, Ruby y la bebé Norma.
4. Florence deja de amamantar a Norma, y Ruby ha salido de detrás de ella. Esta fotografía fue la utilizada por los periódicos al día siguiente para informar la historia de los migrantes hambrientos.